# Giulietta e Romeo (Zandonai)
Pour les articles homonymes, voir Roméo et Juliette (homonymie).
Giulietta e Romeo est un opéra en trois actes de Riccardo Zandonai, sur un livret d'Arturo Rossato (it), créé au Teatro Constanza de Rome, le 14 février 1922, sous la direction du compositeur.

## Sources
L'oeuvre s'inspire de la pièce Roméo et Juliette de William Shakespeare mais aussi des sources italiennes de la tragédie, notamment le roman de Luigi da Porto, Historia novellamente ritrovata di due amanti, con la loro pietosa morte, intervenuta già nella città di Verona nel tempo del Signor Bartholomeo della Scala qui date de 1531, ou encore les sources postérieures italiennes de Matteo Bandello et de Berto Barbarani. Son attachement à affirmer ses origines italiennes alors qu'il est né dans la région de Trente encore possession de l'empire austro-hongrois, est particulièrement affirmé dans ce choix.

## Historique
Riccardo Zandonai songe dès 1919 à écrire un opéra sur le thème de Roméo et Juliette et s'adresse d'abord à l'écrivain Giuseppe Adami avec lequel il avait déjà collaboré pour une autre de ses oeuvres, La via della finestra (it). La collaboration dure très peu de temps et Zandonai décide de faire appel au poète Arturo Rosso. Le retard dans la composition de l'oeuvre est ensuite du à une grave maladie qui conduit Zandonai à un long séjour à l'hôpital en 1921. Arturo Rosso poursuit son travail et envoie une grande partie du livret à Zandonai en octobre 1921, tout en lui écrivant : « Carissimo Zandonai, ZandonaiTi ò [sic] mandato, giorni sono, ottanta centesimi di poesia. Spero che l’avrai letta. ». Zandonai écrit alors le 22 octobre au journaliste et ami Nicola D'Atri avec qui il correspond régulièrement sur l'avancée de son travail « Ho trovato il finale di “Giulietta”, degno di tutta l’opera »
La Générale piano a lieu le 28 janvier 1922 au Théâtre Constanza de Rome. Le critique musical du Giornale d'Italia en fait état sous le nom de Tristan, en ces termes : « Nella sala del Costanzi nessuno tenta parlare. Parla per tutti il pianoforte attraverso le mani animatrici di Zandonai » .
La Première du 14 février connait un très grand succès. Les journalistes présents à cette représentation font état de nombreux rappels pour Zandonaï qui dirige son oeuvre. « Le critique Edoardo Pompei rapporte que (...) le public rappelle à huit reprises Zandonai, dès la fin de l’acte I, puis six fois à la fin de l’acte II et à huit reprises à la fin de l’acte III ». de nombreuses critiques émanent cependant de plumes célèbres de l'époque, qui convainquent Zandonai de revoir certains passages au cours de l'été 1923. « Plusieurs partitions autographes, l’une du chœur du « bocoleto de rosa », 19 mesures au début de l’acte III, le finale du chant de Romeo dans l’acte III, le chant de Romeo « Giulietta sono io » au premier acte, le chant du Cantatore et le duo final de l’opéra témoignent de ces changements ».

## Rôles, tessitures et distribution de la Première
| Rôles                           | Tessiture     | Interprète de la Première |
| ------------------------------- | ------------- | ------------------------- |
| Giulietta Capuleto              | Soprano       | Gilda Dalla Rizza         |
| Romeo Montecchio                | Ténor         | Miguel Fleta              |
| Isabella, suivante de Giulietta | Mezzo-Soprano | Agnese Porter             |
| Tebaldo, il Capuleto            | Baryton       | Carmelo Maugeri           |
| Le chanteur / Un Montecchio     | Ténor         | Luigi Nardi               |
| Gregorio/ un familier de Roméo  | Ténor         | Nello Palai               |
| Sansone                         | Basse         | Mario Pinheiro            |
| Bernabò                         | Baryton       | Michele Fiore             |
| Une femme                       | Soprano       | Lucia Torelli             |
| Un bandit                       | Basse         | Ernesto Besanzoni         |

Direction d'orchestre de la Première : Riccardo Zandonai, mise en scène : Romeo Francioli, décors : Pietro Stroppa.

## Argument

### Acte I
La scène s'ouvre sur une petite place de Vérone qui surplombe, outre deux tavernes, fréquentées respectivement par les Capulet et les Montaigu, le palais Capulet d'où proviennent des airs de musique dans le style des danses de la fin du XVIe siècle, époque de la tragédie. Arrive le chevalier Tybalt qui ouvre d'un geste violent, que l'orchestre illustre musicalement, la porte de l'auberge et chante avec ses amis présents, une chanson à boire (Diavolo che ho d'intron, la putta mia che fa?), composée par Zandonai dans un style très populaire. Les deux factions se toisent, et leur haine réciproque est rendue palpable au travers d'une montée chromatique particulièrement chargée. Une insulte proférée par Samson et Gregory, deux familiers des Capulets, à l'égard d'une femme alors défendue par les Montaigu, provoque une bataille généralisée exprimée par les deux chœurs en mode contrapuntique. Un homme masqué entre alors et donne aussitôt des ordres pour calmer le jeu tente de faire la paix. Tybalt excite la salle et exige à plusieurs reprises que l'homme enlève son masque. L'arrivée de Juliette accompagnée d'un roulement de tambour et du pas des gardes, fait fuir les combattants dont on entend ensuite les chansons depuis la maison Capulet, tandis que le crieur déclare : Genti alle case! Serrate le porte! Chi il sangue cittadino spargerà avrà la morte!
C'est sur une musique beaucoup plus douce que Juliette qui observe la rue depuis un balcon du palais Capulet, aperçoit son Roméo, l'homme masqué qui révèle son identité et monte aussitôt rejoindre sa bien-aimée sur le balcon pour un duo d'amour musicalement très lyrique qui culmine sur un baiser passionné. À l'invitation de Juliette, Roméo s'en va car l'aube se lève. L'acte s'achève par un chœur de femmes que l'on entend au loin, sur fond d'une orchestration très riche qui utilise le célesta symbolisant l'aube avec la ville qui s'éveille au son des cloches.

### Acte II
Le deuxième acte s'ouvre sur la cour du palais Capulet où Juliette et sa servante Isabelle sont rejointes par de joyeuses compagnes qui incitent Juliette à les rejoindre. C'est une page musicalement gaie et insouciante au comportement léger, celui de toutes jeunes adolescentes. Des descentes chromatiques annoncent un brutal changement de climat avec l'arrivée de Tybalt, qui accuse la jeune fille d'avoir rencontré Roméo et de l'avoir accueilli chez elle. La conversation est interrompue par Gregorio qui frappe à la porte, ensanglanté. Il revient  d'un affrontement avec la faction Montaigu au cours duquel les Capulet pensent avoir tué Roméo. Le jeune homme arrive, appelé par Isabelle et tombe dans les bras de Juliette tandis que cette dernière exprime dans un air passionné, son désir de s'enfuir avec Roméo (Son tuo Sposa) qu'elle a épousé en secret. Tybalt force leur porte et fait irruption, interpellant aussitôt Roméo et insultant Juliette. Face à cette dernière provocation de Tybalt, Roméo dégaine son épée et le tue en duel au grand désarroi de Juliette et d'Isabelle qui appellent à l'aide. Dans la confusion qui en résulte, Juliette entraîne Roméo vers la porte secrète et le calme revient. Juliette exprime son souhait de mourir quand Isabelle lui suggère de boire une potion capable de simuler une mort apparente. La jeune fille, dans un élan de joie que Zandonai exprime par un lyrisme intense, imagine alors sa fuite avec Roméo :  on la croira morte, elle ne sera vivante que pour lui.

### Acte III
Les événements se déplacent à Mantoue, où sur une place, le peuple s'affaire à leurs tâches habituelles (Oh! su, su, fa presto). Dans une auberge, Roméo attend des nouvelles de Juliette de l'un de ses suivants alors qu' arrive de Vérone, un chanteur qui  raconte de manière volontairement comique, les derniers événements survenus à Vérone dont la mort de Juliette. Roméo le presse de donner tous les détails. L'homme raconte que c'est alors qu'il se rendait à Vérone, où devait avoir lieu le mariage de Juliette et du comte de Lodrone, qu il a rencontré d'autres chansonniers qui lui ont fait part de la mort de la jeune fille. Roméo sombre dans le désespoir le plus profond et chante sur un ton particulièrement dramatique (Giulietta mia, e morte). Roméo décide de partir immédiatement. Sa course folle à travers la tempête est décrite par un Intermezzo. Un ostinato de basse représente le bruit des chevaux sur le pavé, tandis qu'un chœur, manifeste le désespoir de Roméo en chantant à son tour (Giulietta mia) . Roméo parvient jusqu'à la chapelle des Capulet où Juliette repose inerte. Roméo contemple la jeune fille en exprimant son intense douleur par un lyrisme passionné et décide de boire le poison à son tour. Mais Juliette se réveille, suscitant la joie de Roméo, s'ensuit un duo au lyrisme enflammé, mais la triste réalité prend le dessus. Roméo défaille et révèle à la jeune fille qu'il a bu du poison au moment où l'aube, louée par un chœur interne, commence à baigner de lumière les visages des deux amants malheureux. Juliette meurt à son tour sur le corps de Roméo.